# Liste des spationautes de France
Cette liste répertorie les spationautes de la France civils et militaires ayant volé au-dessus de 100 km d'altitude, ce qui représente les limites terrestres internationales de l'espace.
| Portrait | Prénom / Nom          | Sexe | Date et lieu de naissance            | Date et lieu de décès | Profession                                                     | Alma mater                                         | Statut    | Grade                                                                | Armée                            | Date 1er vol     | Date dernier vol  | Nbre vols | Durée séjour dans l'espace | Durée sortie extravéhiculaire (nbre sorties) | Missions accomplies                                                     | Missions accomplies | Missions accomplies                                                       | Recrutement                                                                                    |
| Portrait | Prénom / Nom          | Sexe | Date et lieu de naissance            | Date et lieu de décès | Profession                                                     | Alma mater                                         | Statut    | Grade                                                                | Armée                            | Date 1er vol     | Date dernier vol  | Nbre vols | Durée séjour dans l'espace | Durée sortie extravéhiculaire (nbre sorties) | Nom                                                                     | Date                | Rôle                                                                      | Recrutement                                                                                    |
| -------- | --------------------- | ---- | ------------------------------------ | --------------------- | -------------------------------------------------------------- | -------------------------------------------------- | --------- | -------------------------------------------------------------------- | -------------------------------- | ---------------- | ----------------- | --------- | -------------------------- | -------------------------------------------- | ----------------------------------------------------------------------- | ------------------- | ------------------------------------------------------------------------- | ---------------------------------------------------------------------------------------------- |
|          | Jean-Loup Chrétien    | M    | 20 août 1938 La Rochelle             | -                     | Pilote de chasse                                               | École de l'air                                     | Militaire | Général de brigade aérienne                                          | Armée de l'air et de l'espace    | 24 juin 1982     | 26 septembre 1997 | 3         | 43 j 11 h 19 min           | 6 h 0 min (1)                                | Soyouz T-6 Soyouz TM-7 STS-86                                           | 1982 1989 1997      | Ingénieur de bord Chercheur spatial Spécialiste de mission                | Groupe 1 du CNES (1980) Groupe 15 de la NASA (1994)                                            |
|          | Patrick Baudry        | M    | 6 mars 1946 Douala (Cameroun)        | -                     | Pilote de chasse                                               | École de l'air                                     | Militaire | Colonel                                                              | Armée de l'air et de l'espace    | 17 juin 1985     | 17 juin 1985      | 1         | 7 j 1 h 38 min             | -                                            | STS-51-G                                                                | 1985                | Spécialiste de mission                                                    | Groupe 1 du CNES (1980)                                                                        |
|          | Michel Tognini        | M    | 30 septembre 1949 Vincennes          | -                     | Pilote de chasse                                               | École de l'air                                     | Militaire | Général de brigade aérienne                                          | Armée de l'air et de l'espace    | 27 juillet 1992  | 23 juillet 1999   | 2         | 18 j 17 h 48 min           | -                                            | Soyouz TM-15 STS-93                                                     | 1992 1999           | Expérimentateur Spécialiste de mission                                    | Groupe 2 du CNES (1985) Groupe 15 de la NASA (1994) EAC (ESA 1999)                             |
|          | Jean-Pierre Haigneré  | M    | 19 mai 1948 Paris                    | -                     | Pilote d'essai                                                 | École de l'air                                     | Militaire | Général de brigade aérienne                                          | Armée de l'air et de l'espace    | 1er juillet 1993 | 22 février 1999   | 2         | 209 j 12 h 25 min          | 6h 19min (1)                                 | Soyouz TM-17 Soyouz TM-29 Mir EO-27/Persée                              | 1993 1999           | Expérimentateur chercheur Expérimentateur et ingénieur de bord            | Groupe 2 du CNES (1985) EAC (ESA 1998)                                                         |
|          | Jean-François Clervoy | M    | 19 novembre 1958 Longeville-lès-Metz | -                     | Ingénieur de l’armement                                        | École polytechnique Isae-Supaéro                   | Militaire | Ingénieur général de 2e classe de l'armement                         | Direction générale de l'armement | 3 novembre 1994  | 20 décembre 1999  | 3         | 28 j 3 h 5 min             | -                                            | STS-66 STS-84 STS-103                                                   | 1994 1997 1999      | Spécialiste de mission                                                    | Groupe 2 du CNES (1985) Groupe 2 de l'ESA (1992) Groupe 14 de la NASA (1992) EAC (ESA 1998)    |
|          | Jean-Jacques Favier   | M    | 13 avril 1949 Kehl (Allemagne)       | 19 mars 2023 Albi     | Chercheur, docteur en physique                                 | Mines ParisTech Université Joseph-Fourier Grenoble | Civil     | -                                                                    | -                                | 20 juin 1996     | 7 juillet 1996    | 1         | 16 j 21 h 48 min           | -                                            | STS-78                                                                  | 1996                | Spécialiste de la charge utile                                            | Groupe 2 du CNES (1985)                                                                        |
|          | Claudie Haigneré      | F    | 13 mai 1957 Le Creusot               | -                     | Médecin, docteure en neurosciences                             | Faculté de médecine de l'université de Paris       | Civil     | -                                                                    | -                                | 17 août 1996     | 21 octobre 2001   | 2         | 25 j 14 h 22 min           | -                                            | Soyouz TM-24 Soyouz TM-33                                               | 1996 2001           | Expérimentatrice Ingénieure de bord                                       | Groupe 2 du CNES (1985) EAC (ESA 1999)                                                         |
|          | Léopold Eyharts       | M    | 28 avril 1957 Biarritz               | -                     | Pilote de chasse, pilote d'essais                              | École de l'air                                     | Militaire | Général de brigade aérienne                                          | Armée de l'air et de l'espace    | 28 janvier 1998  | 7 février 2008    | 2         | 68 j 21 h 31 min           | -                                            | Soyouz TM-27 STS-122 Expédition 16                                      | 1998 2008           | Chercheur spatial Ingénieur de vol                                        | Groupe 3 du CNES (1990) Groupe 13 de la NASA (1990) EAC (ESA 1998)                             |
|          | Philippe Perrin       | M    | 6 janvier 1963 Meknès (Maroc)        | -                     | Pilote d'essai                                                 | École polytechnique                                | Militaire | Colonel                                                              | Armée de l'air et de l'espace    | 5 juin 2002      | 19 juin 2002      | 1         | 13 j 20 h 35 min           | 19h 31min (3)                                | STS-111                                                                 | 2002                | Spécialiste de mission                                                    | Groupe 3 du CNES (1990) Groupe 13 de la NASA (1990) Groupe 16 de la NASA (1996) EAC (ESA 1999) |
|          | Thomas Pesquet        | M    | 27 février 1978 Rouen                | -                     | Ingénieur en aérospatiale, pilote de ligne, auteur, astronaute | Isae-Supaéro                                       | Civil     | Colonel dans la réserve citoyenne de l'Armée de l'air et de l'espace | -                                | 17 novembre 2016 | 23 avril 2021     | 2         | 396 j 11 h 34 min          | 39h 54min (6)                                | Soyouz MS-03 Expédition 50/51 SpaceX Crew-2 Expédition 65 Expédition 66 | 2016 2021           | Ingénieur de vol Spécialiste de mission Ingénieur de vol Commandant d'ISS | Groupe 3 de l'ESA (2009)                                                                       |